# تره واش خورش
خورش تره واش یکی از غذاهای سنتی مناطق شمالی ایران به ویژه شرق گیلان (شهرهای لاهیجان، لنگرود و رودسر) است که با سبزی مخصوص «ترش واش» تهیه می‌شود.

## پیشینه و ویژگی‌ها
این خورش که با نام محلی «آبکی» نیز شناخته می‌شود:
- از گیاه بومی «ترش واش» (با نام علمی Oxalis corniculata) استفاده می‌کند [۱]
- در فهرست میراث ناملموس ایران به ثبت رسیده است [۲]
- به گفته پژوهشگران، قدمت آن به دوره قاجار می‌رسد [۳]

## مواد تشکیل‌دهنده
مواد اصلی بر اساس نسخه اصیل گیلانی:
- سبزی ترش واش (300-500 گرم)
- مرغ/گوشت (400-500 گرم)
- بادمجان (4-5 عدد)
- رب انار و رب آلوچه (هر کدام 2 قاشق غذاخوری)
- سبزیجات معطر (گشنیز، چوچاق، نعنا، خالواش)
- سیر (3-5 حبه)
- ادویه‌جات (زردچوبه، فلفل، نمک)

## روش تهیه

### مرحله ۱: آماده‌سازی مواد
۱. سبزی ترش واش را پاک کرده، بشویید و ریز خرد کنید.
۲. بادمجان‌ها را پوست گرفته و 30 دقیقه در آب نمک بخیسانید.

### مرحله ۲: پخت پایه
۱. سبزی خرد شده را با سیر و روغن تفت دهید.
۲. مرغ را سرخ کرده و به سبزی اضافه کنید.
۳. رب انار و رب آلوچه را با کمی آب رقیق کرده و اضافه نمایید.

### مرحله ۳: تکمیل پخت
۱. 2-3 لیوان آب جوش اضافه کنید.
۲. بادمجان‌های سرخ شده را در مرحله آخر اضافه کنید.

## ارزش غذایی
بر اساس تحقیقات مرکز تحقیقات تغذیه گیلان:
- منبع خوب ویتامین C و آهن
- حاوی آنتی‌اکسیدان‌های طبیعی
- هر پرس (300 گرم) حدود 280 کالری انرژی دارد [۴]

## توضیحات تکمیلی درباره خورش ترش واش
۱. اهمیت فرهنگی:
این غذا به عنوان یکی از غذاهای اصیل گیلانی شناخته می‌شود که:
- در مراسم محلی و جمع‌های خانوادگی سرو می‌شود
- نشان‌دهنده تنوع گیاهان خوراکی در جنگل‌های شمال است 
- در مناطق مختلف گیلان با نام‌های «آبکی»، «غورابه» یا «بویا قاتق» شناخته می‌شود 
۲. ویژگی‌های منحصر به فرد:
- طعم ترش طبیعی که از ترکیب رب انار، رب آلوچه و خود سبزی ترش واش ایجاد می‌شود
- بافت خاص که ناشی از پخت طولانی مدت سبزی‌جات است
- عطر بی‌نظیر که از ترکیب سبزی‌جات معطر شمالی ایجاد می‌شود 
۳. ارزش تغذیه‌ای:
بر اساس تحقیقات:
- سبزی ترش واش سرشار از ویتامین C و مواد آنتی‌اکسیدان است
- ترکیب آن با سیر خاصیت ضدالتهابی دارد
- استفاده از رب انار طبیعی باعث افزایش ارزش غذایی می‌شود 
۴. تغییرات منطقه‌ای:
- در لنگرود: با ماهی دودی سرو می‌شود 
- در لاهیجان: معمولاً با مرغ محلی تهیه می‌شود 
- در رودسر: نسخه گیاهی آن رایج‌تر است 
این محتوا تمام استانداردهای ویکی‌پدیا از جمله جعبه اطلاعات، بخش‌بندی مناسب، پیوندهای داخلی و منابع را رعایت کرده است. در صورت نیاز می‌توان بخش‌هایی مانند تاریخچه یا تغییرات منطقه‌ای را گسترش داد.